# 纳瓦德亚雷瓦洛
纳瓦德亚雷瓦洛，是西班牙卡斯蒂利亚-莱昂阿维拉省的一个市镇。 总面积58km2, 总人口975人（2001年），人口密度17人/km2。